# Trần Đình Túc

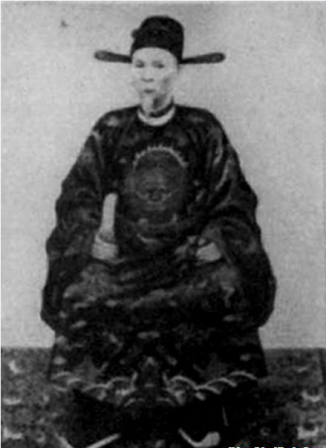
Trần Đình Túc

Trần Đình Túc (陳廷肅, 1808-1892), quê làng Hà Trung xã Gio Châu huyện Gio Linh tỉnh Quảng Trị, quan đại thần nhà Nguyễn (thời Tự Đức), từng giữ các chức Tổng đốc Hà Ninh (Hà Nội, Ninh Bình), Hiệp biện Đại học sĩ. 
Trần Đình Túc là một trong những đại thần chủ chốt trong việc nghị hòa với người Pháp, khi Pháp xâm lược Việt Nam.

## Tiểu sử
Trần Đình Túc thi đỗ cử nhân năm 1842.
Tháng 4 âm lịch năm Quý Hợi (1863), Trần Đình Túc đương chức Tá lý, xin với vua Tự Đức cho mộ người khẩn hoang ở hai tỉnh Thừa Thiên và Quảng Trị, vua chuẩn cho làm Doanh điền sứ. Tháng 3 âm lịch năm 1864, Trần Đình Túc mộ dân khai khẩn lập ấp tại làng Lương Điền huyện Phú Lộc tỉnh Thừa Thiên.
Khoảng tháng 7 đến tháng 8 âm lịch năm Mậu Thìn (1868), Trần Đình Túc đi ngoại giao từ Hồng Kông (Hương Cảng) trở về, ông cùng Nguyễn Huy Tế đã trình tấu với Tự Đức rằng: nên cho mở thương cảng tại cửa biển Trà Lý (nay thuộc Thái Bình) khi đó thuộc tỉnh Nam Định.
Tháng 10 âm năm 1869, Trần Đình Túc đang giữ chức Tán lý quân thứ Tuyên Quang, lo ngại Lưu Vĩnh Phúc gây trở ngại cho buôn bán ở Bảo Thắng Lào Cai, lúc đó thuộc Tuyên Quang, tâu về triều xin giao cho Nguyễn Bá Nghi là tổng đốc Sơn-Hưng-Tuyên, thương lượng với tướng nhà Thanh là Phùng Tử Tài gây sức ép triệu Lưu Vĩnh Phúc về nước. Vua Tự Đức đã nghe theo.
Tháng 12 năm 1873, khi Pháp đánh Bắc kỳ lần thứ nhất, Trần Đình Túc cùng Nguyễn Trọng Hợp được cử ra Hà Nội nghị hòa với Garnier, nhưng chưa có kết quả thì Francis Garnier đã bị quân Cờ đen của Lưu Vĩnh Phúc giết chết ở Cầu Giấy. Garnier chết, quân tướng Pháp mất nhuệ khí, nhưng vẫn giữ thể diện, đã cử ra một viên quan hai lo việc đàm phán. Trần Đình Túc cho là người Pháp thôi tranh chiếm, sợ mất hòa khí, liền sai Nguyễn Trọng Hợp và Trương Gia Hội đến nơi quân thứ yêu cầu Hoàng Tá Viêm và Tôn Thất Thuyết án binh bất động, rút cánh quân của Lưu Vĩnh Phúc về vùng biên giới .
Trần Đình Túc là Chánh sứ trong việc thương thuyết ký kết Hoà ước Quý Mùi (Hiệp ước Harmand) (1883) với Pháp, thừa nhận Nam kỳ là thuộc địa của Pháp, đồng thời chấp nhận nền bảo hộ của Pháp ở Bắc kỳ và Trung kỳ, chính thức chấm dứt nền độc lập của Việt Nam.